# هيو ر. بيلكناب
هيو ر. بيلكناب هو سياسي أمريكي، ولد في 1 سبتمبر 1860 في كيوكوك في الولايات المتحدة، وتوفي في 12 نوفمبر 1901 في كالامبا في الفلبين. نشط حزبياً في الحزب الجمهوري. وقد انتخب عضو مجلس النواب الأمريكي ‏.